# Pseudobatos
Pseudobatos ist eine Rochengattung aus der Gruppe der Geigenrochen, die zu beiden Seiten des amerikanischen Doppelkontinents im westlichen Atlantik und im östlichen Pazifik vorkommt.

## Merkmale

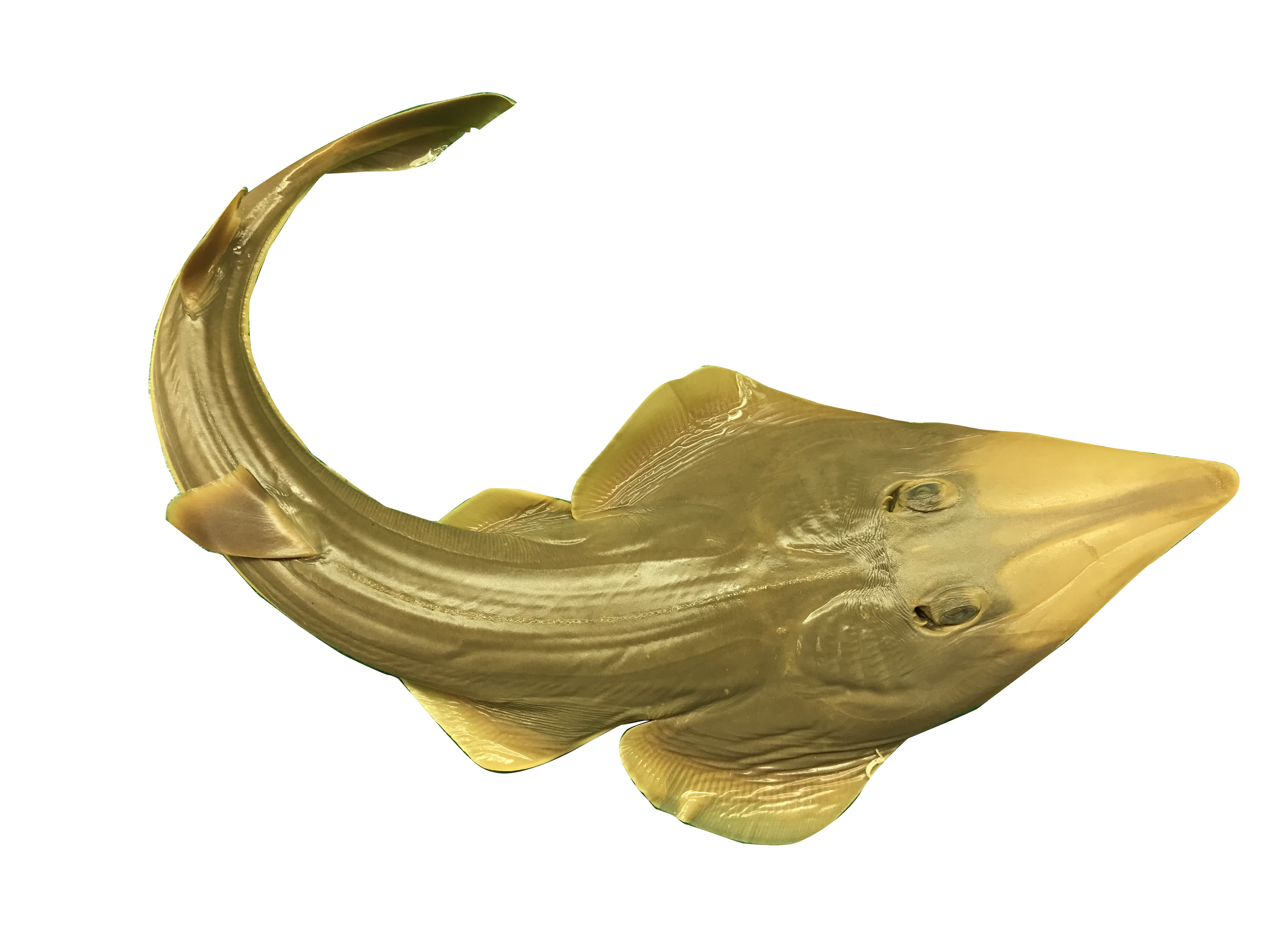
Pseudobatos buthi

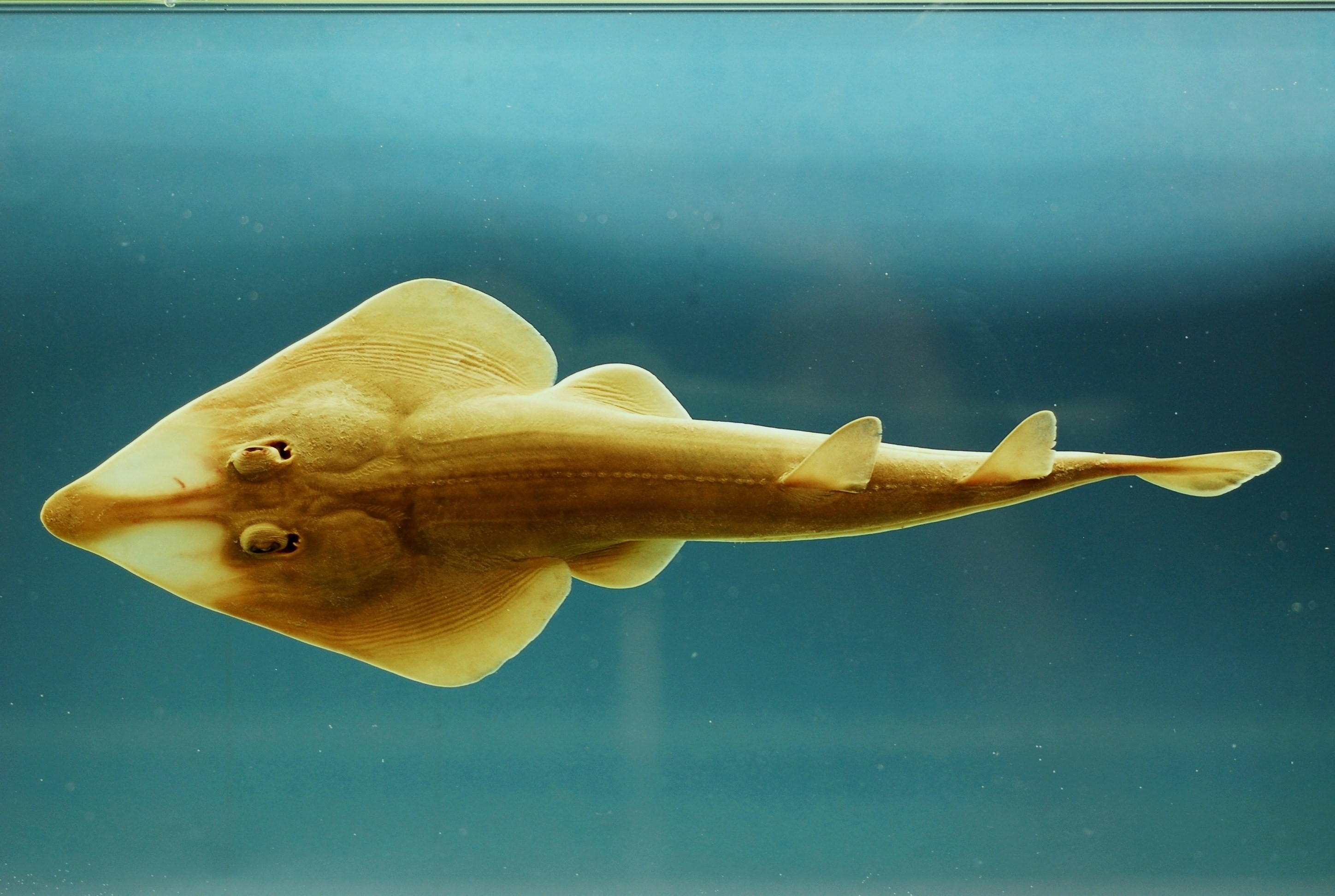
Pseudobatos lentiginosus

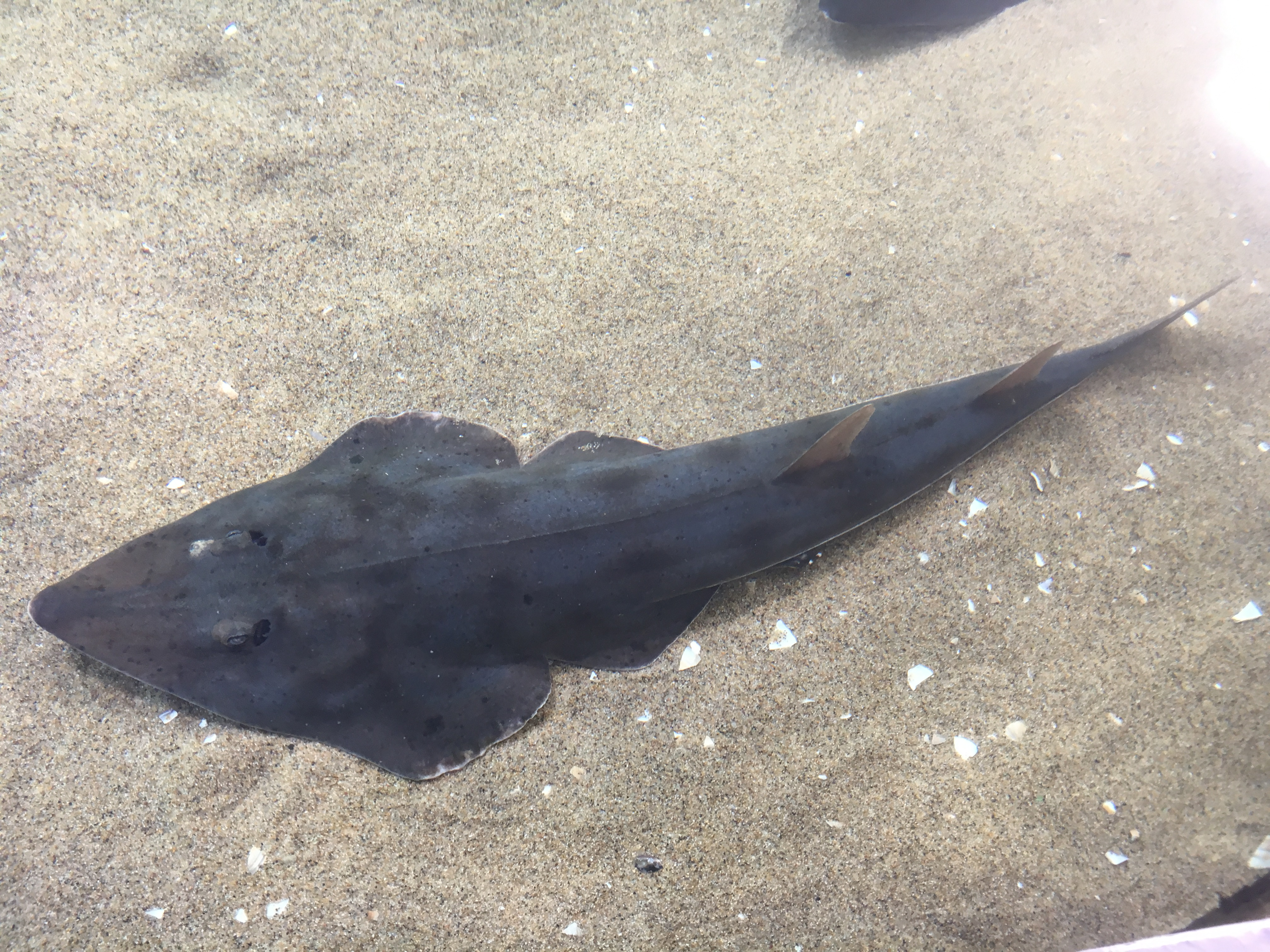
Pseudobatos productus

Pseudobatos-Arten sind kleine bis mittelgroße Rochen mit einer Länge von 90 cm bis 1,7 Metern. Der Rumpf ist stark abgeflacht, die aus Rumpf und Brustflossen bestehende Körperscheibe keil- oder schaufelförmig. Die Bauchflossen stehen deutlich hinter der Körperscheibe. Das Rostrum ist oft verlängert und vorn zugespitzt oder abgerundet. Augen und Spritzlöcher sind mittelgroß bis groß, die Spritzlöcher mit ein oder zwei Hautfalten versehen. Die Nasenöffnungen sind kurz und stehen schräg, die vorderen Nasenklappen sind oft sehr breit und in der Mitte oft zusammengewachsen. Das Maul ist gerade oder leicht gebogen. Die Haut der Fische ist in der Regel mit kleinen Placoidschuppen besetzt, manchmal aber auch unbeschuppt. Eine Reihe kleiner Dornen verläuft entlang der Rückenmittellinie, Felder kleiner Dornen liegen in der Nähe der Augen, auf der Schnauze und auf den „Schultern“. Der Schwanz ist abgeflacht und hat im unteren Bereich beider Seiten je eine längs laufende Hautfalte. Beide Hautfalten treffen an der Basis des nur wenig entwickelten unteren Schwanzflossenlobus zusammen. Die Schwanzflosse ist klein. Die zwei Rückenflossen sind deutlich getrennt und liegen hinter dem Ende der Bauchflossen.
Von anderen Geigenrochengattungen kann Pseudobatos durch Details der Morphologie der Maul- und Nasenregion unterschieden werden. Die Nasenöffnungen sind größer als die Distanz zwischen ihnen. Die vorderen Nasenöffnungen sind mittelgroß und länglich oval. Die hinteren Nasenöffnungen sind schmal, sehr langgestreckt und stehen leicht schräg zu den vorderen Nasenöffnungen. Die zweilappigen Hautlappen an den vorderen Nasenöffnungen sind nicht zu einem Nasenvorhang verwachsen. Die hinteren Nasenlappen sind gut entwickelt mit einer Basis, die etwa halb so lang oder weniger lang ist als die Nasenlochlänge. Im Bereich der Mundwinkel sind Labialfurchen vorhanden.
Die Rochen sind auf ihrer Oberseite meist grau oder bräunlich gefärbt, einfarbig oder mit Linien, Balken oder Flecken gemustert. Die Ränder des Schädels und der Knorpel des Rostrums sind normalerweise nicht scharf von der Schnauze abgegrenzt.

## Arten
Es gibt gegenwärtig (2022) neun Arten:
- Pseudobatos buthi Rutledge, 2019
- Pseudobatos glaucostigmus (Jordan & Gilbert, 1883), Typusart
- Pseudobatos horkelii (Müller & Henle, 1841)
- Pseudobatos lentiginosus (Garman, 1880)
- Pseudobatos leucorhynchus (Günther, 1867)
- Pseudobatos percellens (Walbaum, 1792)
- Pseudobatos planiceps (Garman, 1880)
- Pseudobatos prahli (Acero P. & Franke, 1995)
- Pazifischer Geigenrochen (Pseudobatos productus Ayres, 1854)

## Systematik
Die Gattung Pseudobatos wurde im Jahr 2016 in Rahmen einer umfassenden Revision der Geigen- und Sägerochen zusammen mit der neuen Ordnung Rhinopristiformes eingeführt und der Familie Rhinobatidae zugeordnet. Die Typusart ist Pseudobatos glaucostigmus, die vorher, wie auch alle übrigen zu diesem Zeitpunkt schon bekannten Arten der Gattung, zu Rhinobatus gehörte. Grund für die Abspaltung von Pseudobatos von Rhinobatus war die fehlende, in einer modernen Systematik aber erforderliche Monophylie von Rhinobatus. Die Zuordnung von Pseudobatos zur Familie Rhinobatidae ist provisorisch. Im phylogenetischen Baum ist Pseudobatos näher mit den Gattungen Rhina und Rhynchobatus (Familie Rhinidae), Glaucostegus und den Sägerochen (Pristidae) verwandt als mit den übrigen Gattungen der Familie Rhinobatidae.